# 澳門內部保安綱要法
《澳門特別行政區內部保安綱要法》（葡萄牙語：Lei de Bases da Segurança Interna da Região Administrativa Especial de Macau，簡稱《澳門內部保安綱要法》），即澳門《第9/2002號法律》（葡萄牙語：Lei n.º 9/2002）；它是澳門特別行政區一部對維護及確保其境內安全的防禦性法律。

## 立法背景
1990年代初，澳葡政府有鑑於澳門境內的保安政策是長期性及全面性因此就內部保安及法例上制訂一部有原則、目的及措施性的法律，以便確保澳門境內保安，此部法律於1991年1月1日起實施；1995年及1998年分別頒布第66/94/M號法令及澳門第66/94/M號法令為此部法律作出修訂。
澳門主權移交後，雖然該法律仍然生效，但澳門立法會於2002年就有關澳門境內保安的法律作出重大修訂及釋義，此法律於2002年12月9日在《澳門特別行政區公報》刊憲實施，即今現時實施的《內部保安綱要法》版本。

## 法律意義
該法律是澳門負責保安部門為確保中華人民共和國澳門特別行政區境內穩定及澳門居民的基本權利和自由的行使、跨境犯罪及國際恐怖主義等防禦性法律；保安部門會因應情況而在維護及確保公眾安全和安寧係屬絕對必要時方可引用此法律。

## 法律內容
《澳門內部保安綱要法》根據《澳門基本法》第71條第1款（一）項而制定；此部法律分為4章，合共23條。

### 第一章
第一章共有6條，是該法律的總則。第一條定義內部保安及其宗旨，包括內部保安的目的是要保障公共秩序及安寧、保護人身及財產、預防及偵查犯罪以及管制出入境，其工作還包括應付及預防公共災難。法律制定的措施則是為了保護個人的生命及身體完整性、公眾安寧以及已建立的秩序免受暴力或有組織犯罪所侵害。
第2條則規定有關部門在執行法律和行使預防措施時必須遵守一般警務規則和尊重個人權利、自由及保障。第3條和第4條則分別定義了內部保安政策還包括了長期貫徹宗旨的原則、方針和措施，以及定義了其工作的範圍只在澳門特區。
第5條則訂出任何人都有義務於內部保安宗旨方面提供合作和遵守法律、命令，以及有關執法部門的特別義務。第六條各執法部門必須按法律的目標及宗旨執行工作，以及各部門應互相合作。

### 第二章
再分為5節共10條，制定了內部保安政策的協調及執行。
第一節第7、8條定義內部保安的最高負責人是澳門行政長官，並訂明對於內部保安的權限限制，包括制定內部保安政策、安排並確保用於執行內部保安政策資源等，且在不牴觸《澳門基本法》第四十條前提下可以頒佈限制權利自由等的合理和適當適度的措施。
第二節第9至10條則定義行政長官在內部保安事宜上的專責諮詢及提供輔助的機關——安全委員會，以及該委員會組成部份；該委員會秘書職務由保安協調辦公室（下述）主任擔當。
第三節則是有關保安協調辦公室。第11條指出它是為安全委員會提供協助和專責諮詢的機關，第12條制定了保安協調辦公室的協調方式。
第四節規劃了內部保安體系；第13條定明整個體系組成部份：治安警察局和消防局被視為軍事化部隊，而司法警察局、保安部隊事務局、海關海上監察廳等則被視為治安部門。第十四條則定明澳門保安部隊的組成部份。
第五節第15和16條，定出內部保安的聯合指揮責任和指引，以及各人員在執行聯合指揮中所具有的身份。

### 第三章
這一章賦予了有關執法部門對於預防和阻止罪案發生所行使的權力。當中的第17條規定警察在執行內部保安工作時，所要執行命令以採取預防措施，但前提是警察當局要在有關權限的範圍內，並不會妨礙遵守法律；另外也規定了警察在打擊有組織犯罪的範疇內所可以採取的的特別預防措施。第18條則給予警察總局可在有強烈跡象顯示犯罪活動正擾亂內部保安的情況下，向刑事起訴法官建議，實行管制澳門通訊。第19條則要求警察和軍事化部隊在識別他人身份或發出任何正當命令時要預先出示其身份證明。

### 第四章
最後一章的4條條例，其中第20條要求警察總局和澳門海關在職責範圍內確保打擊暴力及跨境犯罪，特別是在打擊國際恐怖主義、人口販賣、清洗黑錢等事宜上與其他地區合作。第21條則禁止任何自然人或法人使用會與保安體系混淆的名稱、標誌等相關事物。最後的兩條則表明這部法律是透過相關的行政法規實行，與及廢除舊有的和與本法律有牴觸的法令。

## 引用個案
2008年至今（2009年年初），澳門出入境事務廳多次對香港立法會議員（泛民主派）、學者及記者等以干犯《內部保安綱要法》為理由拒絕有關人士入境澳門；被拒事件及後被升級至政治層面問題。澳門治安警察局表示局方是依照《內部保安綱要法》執法以及維護澳門社會安寧而拒絕不合資格的非澳門居民入境澳門；而香港特區政府則表示已經就事件向澳門當局了解及跟進。
2009年6月3日晚上，澳門治安警察局根據《內部保安綱要法》拒絕吾爾開希入境。

## 被指濫用
由於香港人被拒入境澳門事件的發生，新澳門學社認為澳門當局涉嫌濫用《內部保安綱要法》而拒絕有關人士入境澳門以作選擇性地阻止跟和當局政見有異人士表達意見。；因此，新澳門學社於2009年3月4日就當局涉嫌濫用《內部保安綱要法》而到澳門廉政公署、檢察院、澳門保安部隊及保安部門紀律監委會要求追究有關部門就事件調查是否濫用該法律。而新澳門學社议员區錦新也在审议澳門維護國家安全法时批评澳门政府滥用内部保安纲要法，并以此作为例子担心当局滥用維護國家安全法。